# 甄邯
甄 邯（しん かん、? - 12年）は、中国の前漢時代末期から新代にかけての政治家または武将。字は子心。豫州汝南郡の人。

## 事跡
| 姓名           | 甄邯 |
| 時代           | 前漢時代 - 新代                                                                                           |
| 生没年         | 生年不詳 - 12年（始建国4年）                                                                              |
| 字・別号       | 子心（字）                                                                                                |
| 本貫・出身地等 | 豫州汝南郡                                                                                                |
| 職官           | 侍中兼奉車都尉〔前漢〕 →光禄勲（後に右将軍兼任）〔前漢〕 →太保兼後承〔前漢〕 →大将軍〔前漢〕→大司馬〔新〕 |
| 爵位・号等     | 承陽侯〔前漢〕→承新公〔新〕                                                                               |
| 陣営・所属等   | 平帝→孺子嬰→王莽                                                                                          |
| 家族・一族     | 〔不詳〕                                                                                                  |

王莽の腹心・幕僚の一人。同姓の甄豊とともに、王莽にさまざまな献策を行い、新の創建に貢献した政治家である。
元始元年（1年）、侍中兼奉車都尉から光禄勲に遷る。元始2年（2年）、右将軍を兼任する。同年3月、侍中・奉車都尉就任時に、宗廟を安んじる策を定めた功績を評価され、承陽侯に封じられた。
以上のように、元始年間に、甄豊と甄邯は王莽の側近として台頭し、朝廷で威勢を振るい始めた。元始3年（3年）、甄邯は王莽による王宇・呂寛・衛氏一族の誅滅に加担している。またこの時、京兆尹金欽が、その曾祖父の金日磾の功績を讃え、自身の祖父と父について立廟するよう上奏すると、甄邯はこれを「大不敬」として糾弾した。金欽は罪に問われて自殺し、甄邯は国礼の綱紀を正した功により千戸を加増されている。
居摂元年（6年）3月、甄邯は太保兼後承に任命され、孺子嬰を補佐した。居摂2年（7年）9月の東郡太守翟義の反乱の際には、甄邯は、大将軍を兼任し、王莽の命で覇上に駐屯した。翟義に呼応して槐里（右扶風）で蜂起した趙明・霍鴻を、甄邯は建威将軍王晏とともに迎撃し、居摂3年（8年）に三輔へ引き返してきた虎牙将軍王邑らの援護を得て、趙明らを鎮圧する。
始建国元年（9年）、王莽が新を創建するとともに、承新公に封じられ、大司馬に就任した。始建国4年（12年）、大司馬の地位に在ったまま死去した。